# Peter Paul Rubens
Peter Paul Rubens (n. 28 iunie 1577, Siegen/Westfalia – d. 30 mai 1640, Antwerpen), a fost cel mai renumit pictor flamand. Viața lui Rubens pare să fi fost guvernată de o inepuizabilă energie. În decurs de patruzeci de ani, artistul pictează cca 1.400 de tablouri și execută sute de desene. Este primit cu căldură atât în cercurile celor mai de seamă artiști din Europa, cât și la curțile princiare.

## Biografia
Peter Paul Rubens a fost numit astfel deoarece s-a născut în ajunul sărbătorii Sf. Petru și Pavel. Este cunoscut ca unul dintre cei mai mari pictori flamanzi. Deși s-a născut în Germania, și-a perfecționat talentul artistic în Italia. De fapt, el a văzut prima data Flandra la vârsta de 10 ani. S-a născut la Siegen, în Westfalia, fiu al lui Jan Rubens. Cu câțiva ani mai înainte, tatăl artistului – asesor la tribunalul din Antwerpen – se refugiase cu familia la Köln, pentru a scăpa de persecuțiile guvernatorului spaniol al Olandei, Ducele de Alba. În 1577 se naște Peter Paul, a cărui copilărie va fi umbrită de moartea tatălui său în 1587. Doi ani mai târziu, mama artistului se întoarce cu copiii la Antwerpen.

### Tinerețea și anii de ucenicie
În anul 1589, tânărul Rubens este înscris la cea mai bună școală din Antwerpen, condusă de eruditul Rumboldus Verdonck, unde, copiind ilustrații biblice, descoperă măiestria desenului. În anul 1591, începe să studieze pictura în atelierul peisagistului Tobiasz Verhaecht din Antwerpen. După un scurt stagiu în atelierul lui Adam van Noort, Rubens devine în 1596 elevul lui Otton van Veen (numit și Vaenius), un pictor al cărui stil este influențat de maeștrii italieni din vremea respectivă. La vârsta de 21 de ani, fiind deja pictor independent, Rubens este primit în breasla de pictori a orașului Antwerpen, dar – la sfatul maestrului său – se hotărăște să plece în Italia.

### Anii în Italia
Rubens călătorește mai întâi la Veneția, unde descoperă pictura lui Tiziano, pentru care are o deosebită admirație. La Mantua este fascinat de decorațiile din Camera degli Sposi realizate de Andrea Mantegna și de frescele executate de Giulio Romano. În Florența execută schițe după Bătălia de la Anghiari a lui Leonardo da Vinci și studiază sculpturile de la mormintele familiei de Medici ale lui Michelangelo. La Roma are posibilitatea să studieze operele lui Michelangelo din Capella Sixtină, stampele lui Rafael de la Vatican, picturile lui Caravaggio, precum și sculptura antică. Anii petrecuți în Italia s-au concretizat în opere destinate prințului Vincenze Gonzaga din Mantua, în pictura unui triptic destinat capelei Santa Croce in Gerusalemme din Roma, precum și în executarea portretelor unor aristocrați din Genova.

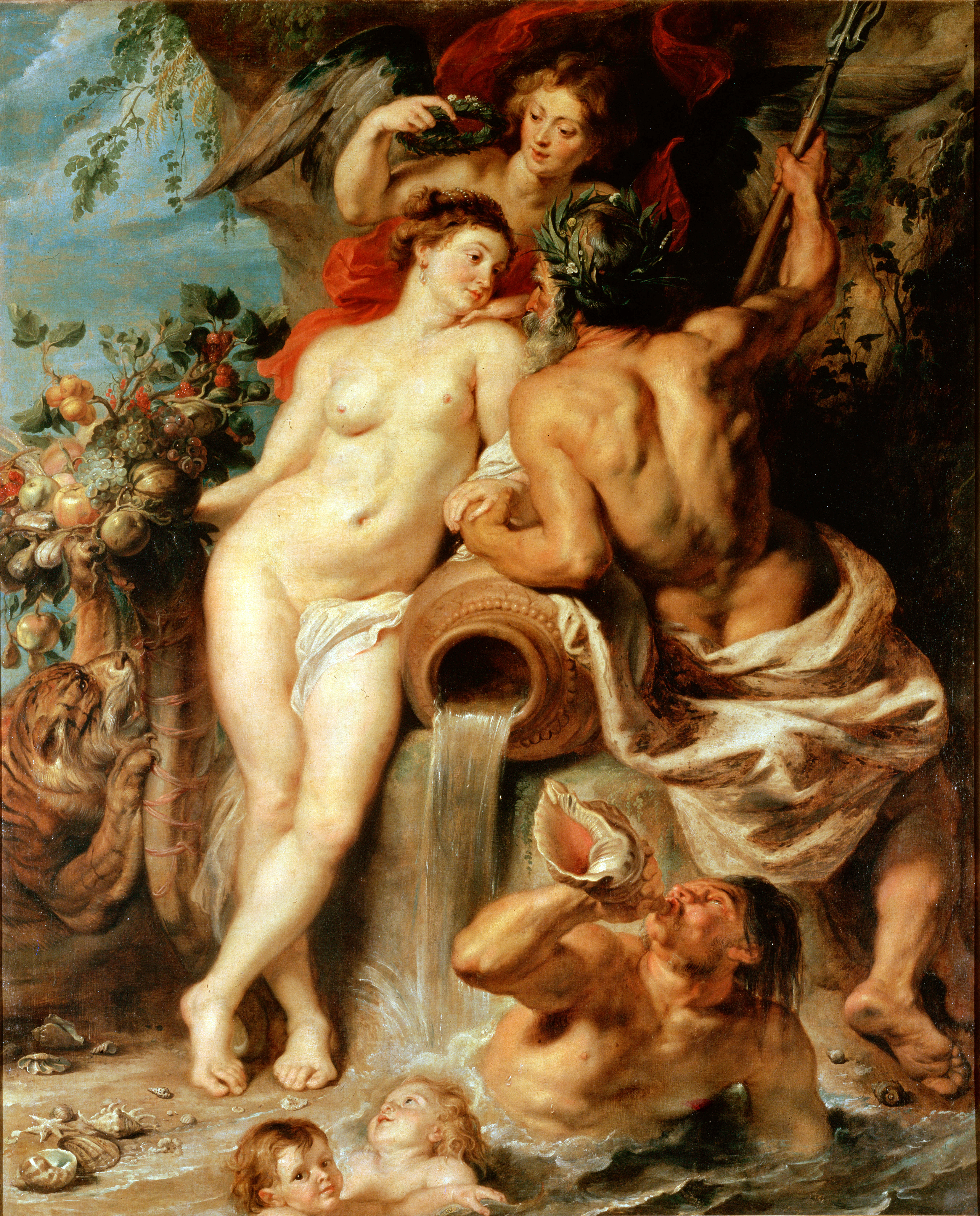
Rubens – Unirea pământului cu apa (1618), Muzeul Ermitage, Sankt Petersburg

### Din nou în Antwerpen
În 1608 Rubens se întoarce în Antwerpen, unde este numit pictor de curte al arhiducelui Albert. În anul următor se căsătorește cu Isabelle Brandt, fiica unui celebru avocat și umanist din Antwerpen. În 1611 Rubens termină tripticul Înălțarea crucii și începe lucrul la Coborârea de pe cruce, ambele opere destinate catedralei din Antwerpen. În anii următori pictează mai ales tablouri cu tematică religioasă, dar primește și comenzi cu teme laice pentru un grup de negustori din Genova, reprezentând scene din viața consulului roman Detius Mus, sau o serie de tablouri înfățișând Faptele lui Constantin pentru regele Ludovic al XIII-lea al Franței.
Ajuns în culmea gloriei, Rubens începe o serie de cicluri decorative de mare amploare, ca decorarea bisericii iezuiților Sfântul Carol Boromeusz din Antwerpen, mari panouri decorative pentru Palatul Luxemburg din Paris la comanda reginei Maria de Medici. În 1626 moare Isabelle Brandt, soția sa. Îndurerat, Rubens continuă să călătorească mult, îndeplinind și misiuni diplomatice la Madrid sau Londra.

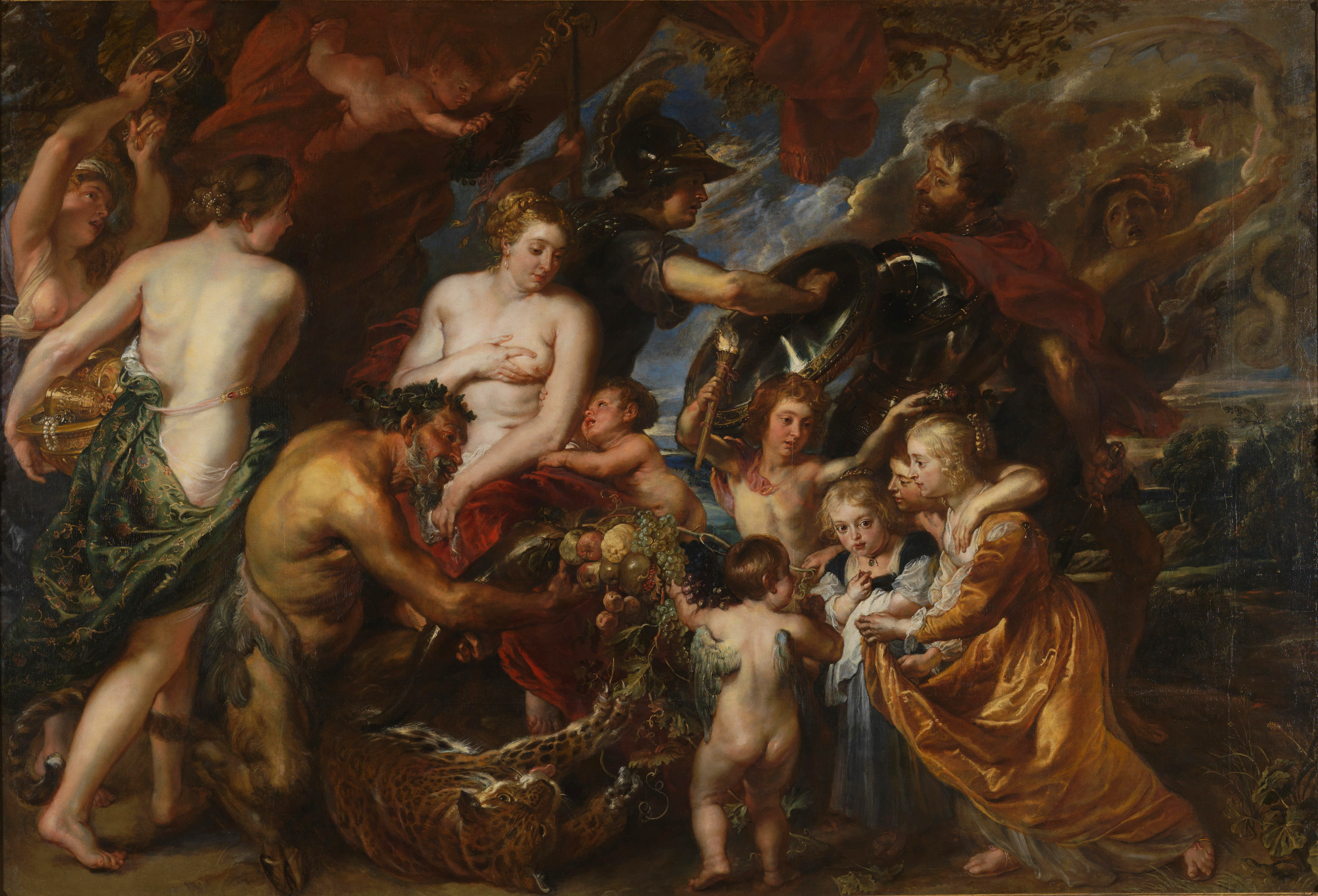
Rubens – Alegorie: Binecuvântarea păcii (1629-30), National Gallery, Londra

### Ultima perioadă a vieții
În ultimii ani, Rubens se concentrează cu precădere asupra temelor mitologice, cu predilecție dionisiace. În decembrie 1630 se recăsătorește cu Hélène Fourment, fiica unui negustor bogat din Antwerpen, vestită pentru extraordinara ei frumusețe, pe care o va picta în mai multe tablouri.
În anul 1630, Rubens este ridicat la rangul de cavaler de către regele Carol I al Angliei, iar un an mai târziu este înnobilat de regele Filip IV al Spaniei. Continuă executarea unor opere de pictură cu caracter monumental după Metamorfozele lui Ovidiu, precum și Judecata lui Paris, Sărbătoarea lui Venus, Cele trei Grații și altele.
Începând cu anul 1637, crizele de artrită de care suferea de mai mulți ani se îndesesc și devin tot mai grave. La 30 mai 1640, Peter Paul Rubens încetează din viață. Este înmormântat în biserica Sfântul Iacob din Antwerpen, chiar sub tabloul pictat de el, Sacra Conversazione.

## Din opera lui Rubens

### Coborârea lui Iisus de pe Cruce(1612–1614)

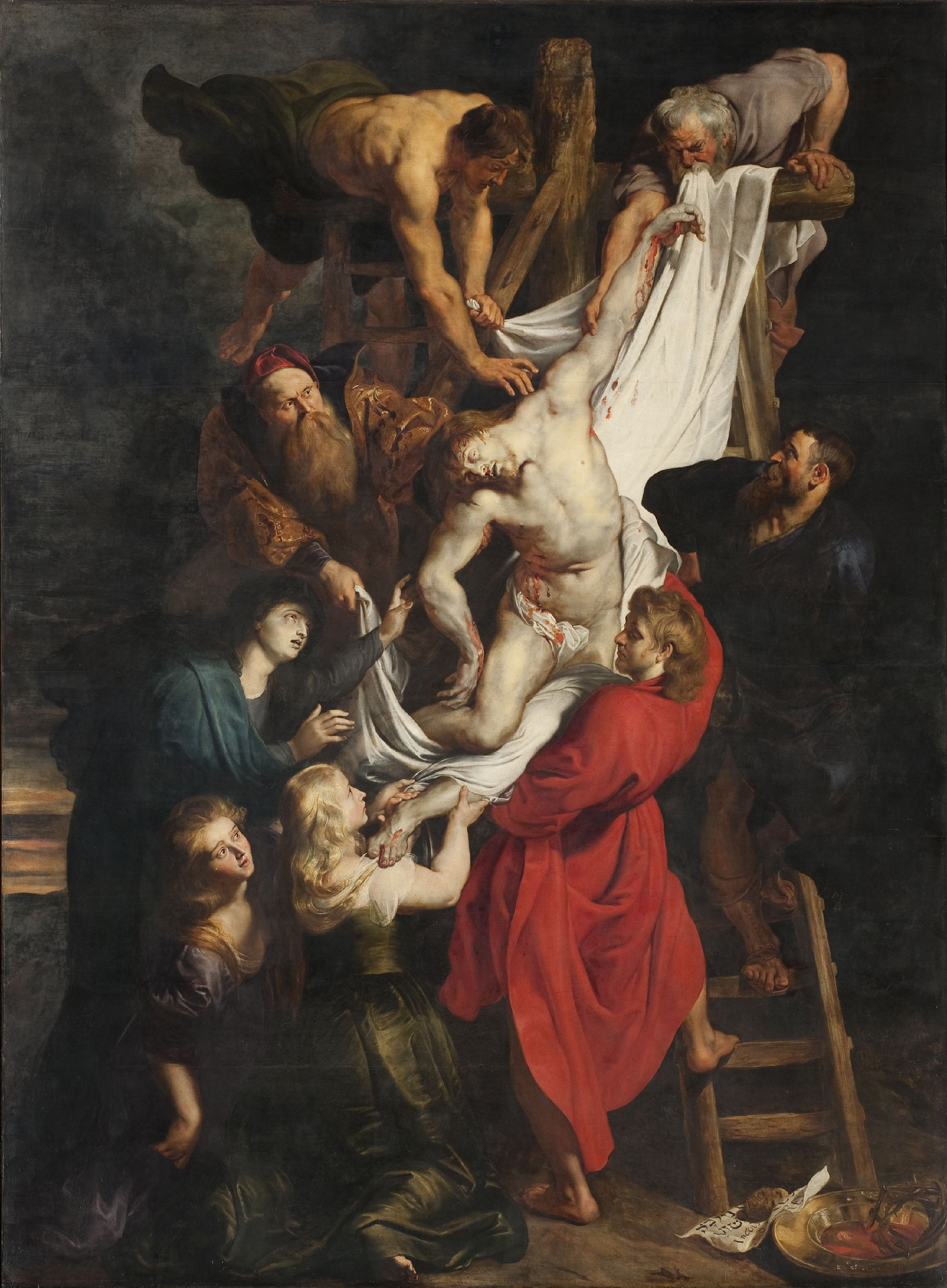
Rubens – Coborârea de pe Cruce, Catedrala din Antwerpen

Tripticul Coborârea de pe Cruce este realizat la scurtă vreme după întoarcerea din Italia. Tabloul se află în Catedrala din Antwerpen. Comanda tripticului a fost făcută în 1611 de gardianul civic al Antwerpen-ului. La acea vreme conducătorul ghildei era Burgomaster Nicolaas Rockox, care și apare în pictură. Cele două panouri laterale prezintă Vizitarea și Prezentarea în templu. În momentul în care tripticul este închis, spectatorul poate vedea o scenă din viața Sf. Cristofor („Cristophorus” în greacă însemna „cel care îl poartă pe Crist”). Există deci o legătură evidentă între cele patru picturi care compun tripticul, subiectul fiind acela al purtării Cristului. Influența lui Caravaggio este foarte puternică, fiind evidentă în contrastele violente dintre lumină și umbră, între tonurile calde și reci, precum și în realismul execuției. Totuși, compoziția este dedramatizată și capătă trăsături mai clasice. Aceasta rezultă din faptul că Rubens cedează tot mai mult influenței exercitate de Tiziano, pe care îl va admira până la moarte. Într-un alt triptic intitulat Înălțarea crucii, teatralitatea accentuată amintește de tablourile lui Tintoretto, pe care le admirase la Veneția.

### Răpirea fiicelor lui Leucip(1618)

Rubens – Răpirea fiicelor lui Leucip – Alte Pinakothek, München

În această compoziție plină de dinamism, tensiunea specifică tabloului degajă multă energie și pare să se propage în afara ramelor geometrice, amplificată de trăsăturile tușelor vibrate și de culorile vii. Întreg ansamblul se înțelege în legătură cu tematica extrasă din mitologia greacă, în care se povestește cum gemenii Castor și Polux – născuți din legătura lui Zeus cu Leda – au răpit două dintre fiicele lui Leucip, cu intenția de a le lua în căsătorie. Nu trebuie uitat că Rubens era un pictor erudit. Într-o zi el a afirmat despre tablourile sale: „Pentru a le înțelege cu adevărat, sunt necesare explicațiile autorului”. Rubens are 40 de ani atunci când realizează pictura. Rubens exaltă culorile folosindu-se de raporturile dintre complementare: roșu carmin și vermillonul mantiilor răspund culorii verzi a peisajului, galbenul aurit al drapajului aruncat în prim plan dă replica culorii albastre a cerului.

### Sosirea Mariei de Medici la Marsilia(1622–1625)

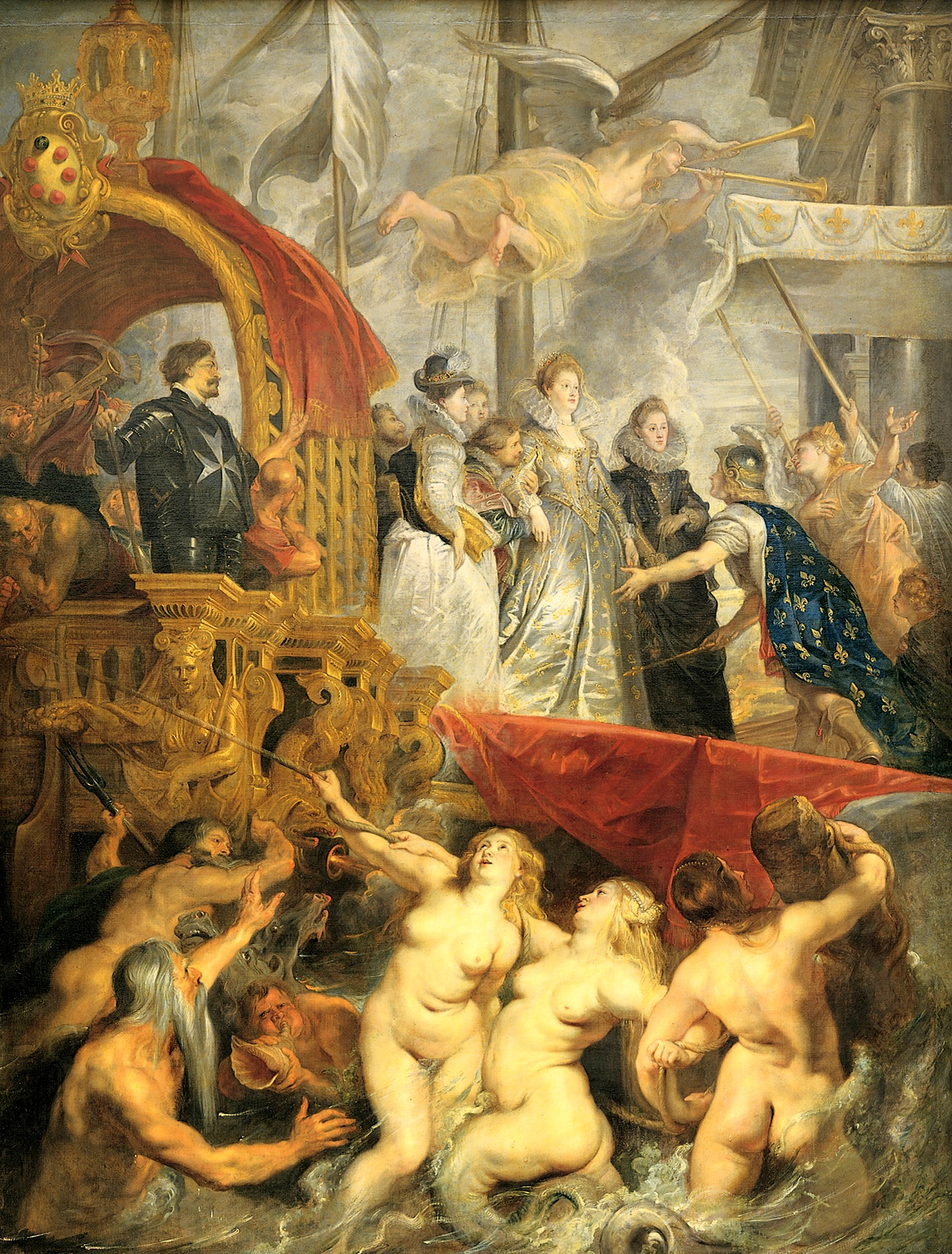
Rubens – Sosirea Mariei de Medici la Marsilia – Muzeul Luvru, Paris

În anul 1621, regina Franței, Maria de Medici, îi cere lui Rubens să execute decorarea galeriei de festivități a palatului Luxemburg, din Paris. Opera este terminată în anul 1625, cuprinzând 24 de picturi de dimensiuni mari care prezintă „Istoria vieții celebre și a faptelor eroice ale Reginei”. În prezentarea acestor evenimente, pictorul îmbină două abordări, realistă și alegorică. Astfel, în Debarcarea la Marsilia, Maria de Medici este prezentată nu numai înconjurată de persoanele de la curtea ei, ci și de personaje mitologice, cum sunt cele trei Naiade din planul frontal al tabloului și zeița Gloriei. Rubens a început lucrul la acest ciclu prin pregătirea unei serii de mici schițe în ulei, pe care asistenții lui le-au mărit la dimensiunile necesare. Apoi Rubens a făcut retușurile, astfel încât pânzele redevin opere ieșite de sub mâna artistului.

### Judecata lui Paris(1635–1638)

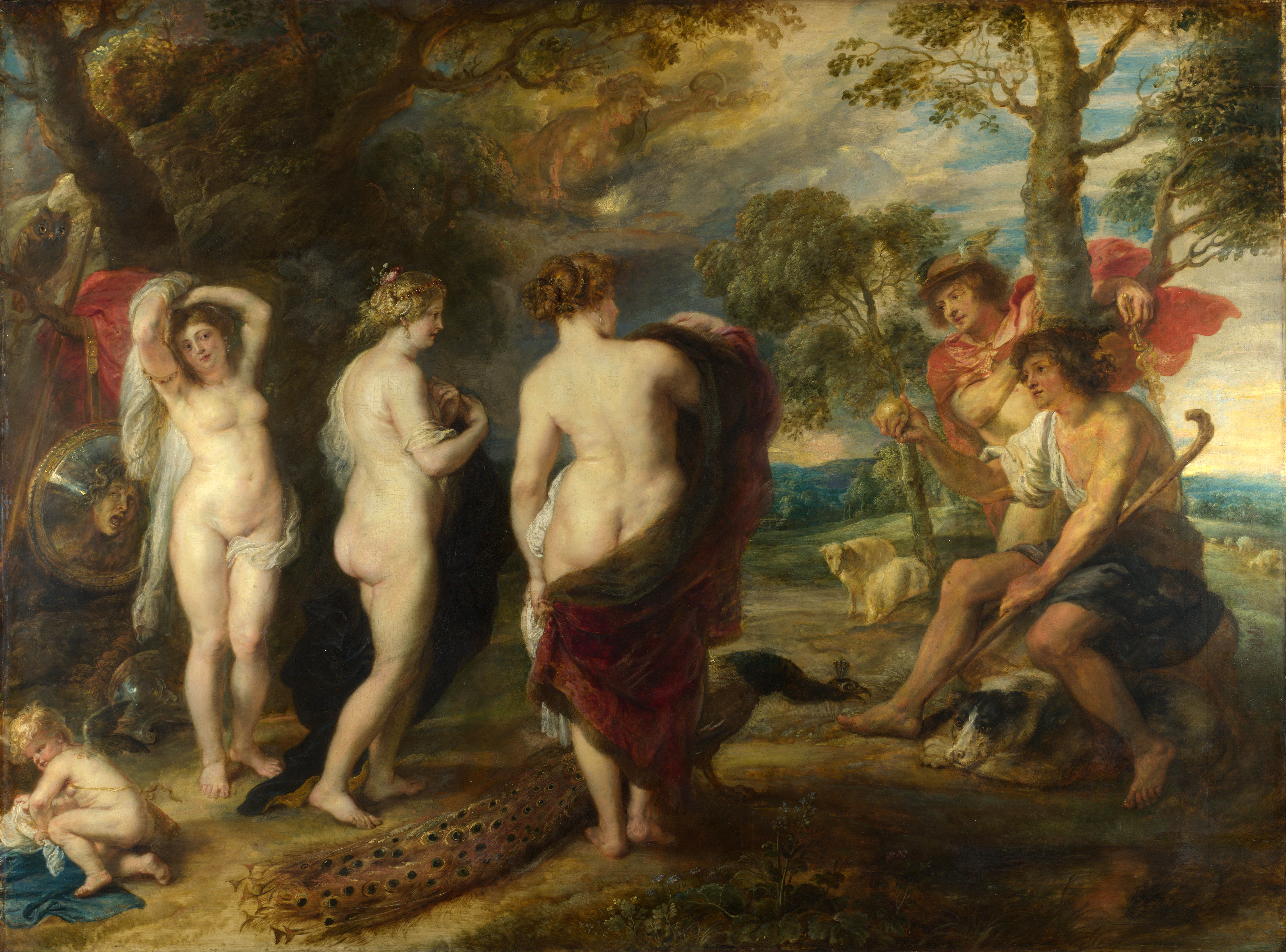
Rubens – Judecata lui Paris – National Gallery, Londra

Tabloul inspirat de mitul alegerii „celei mai frumoase” de către Paris, alegere care a dus la războiul Troiei, a fost o bună ocazie pentru Rubens de a prezenta nuduri de femeie. De la stânga la dreapta, prin personajele Atenei, Afroditei și Herei, artistul prezintă nudul de femeie din față, profil și spate. Când Paris oferă mărul Afroditei, furia Herei dezamăgite, întoarsă cu spatele, este sugerată de păunul de la picioarele ei. În Afrodita se recunoaște fizionomia Helenei Fourment.

### Tablouri inspirate de cele două soții ale lui Rubens

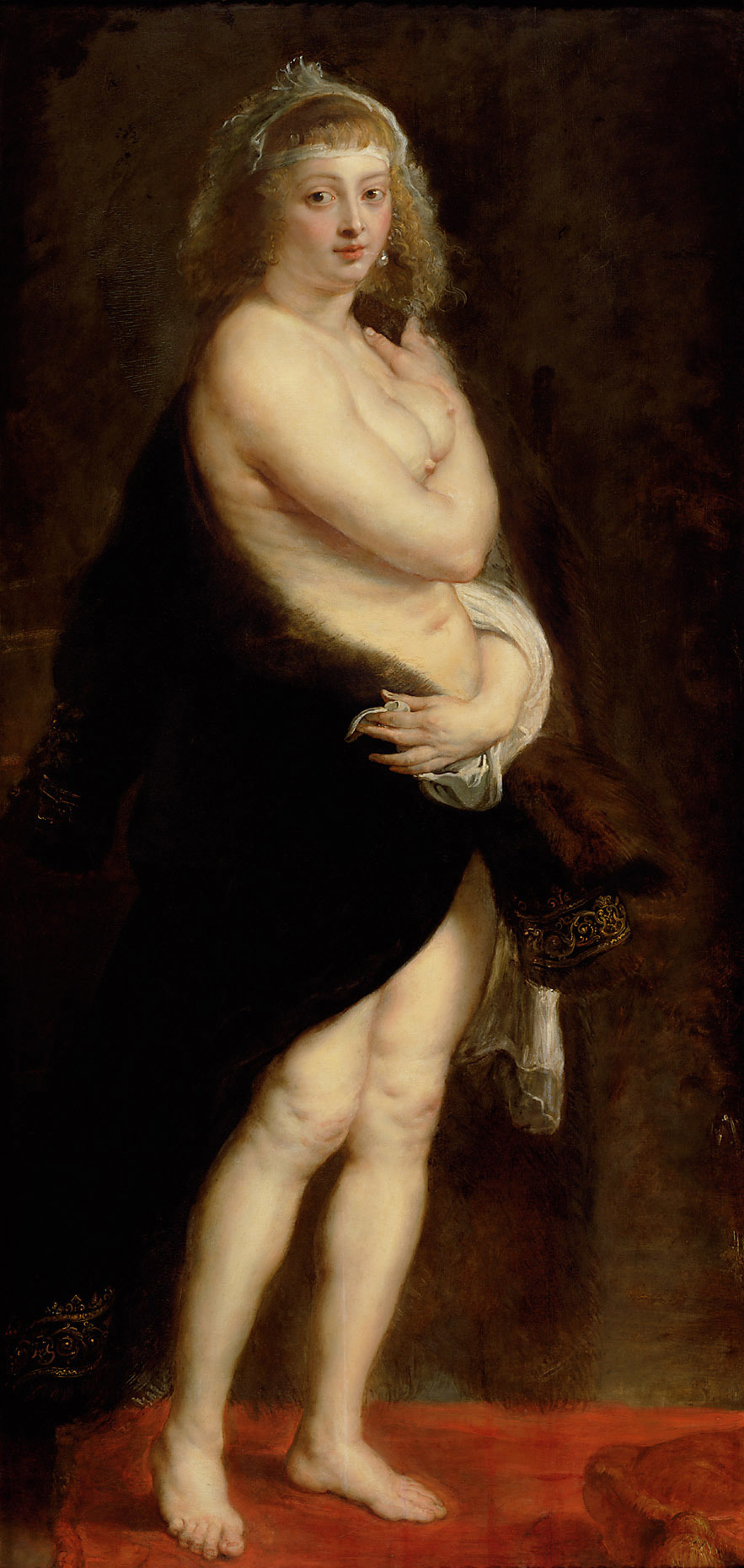
Rubens – Helene Fourment, soția artistului – Muzeul de Istorie a Artei din Viena

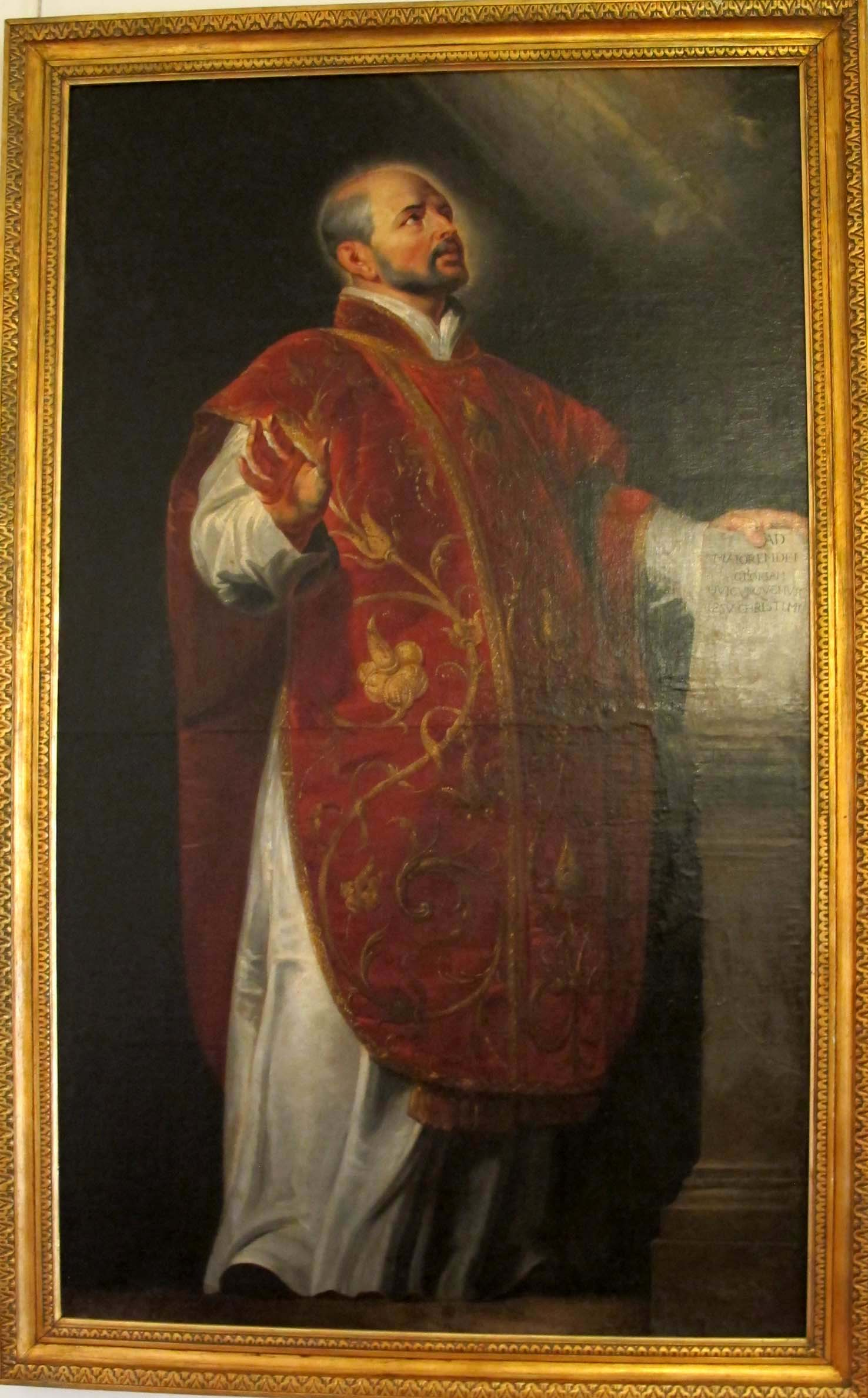
Rubens – Ignațiu de Loyola, Muzeul Brukenthal din Sibiu

Isabelle Brandt și Helene Fourment, cele două soții ale lui Rubens, i-au pozat acestuia în repetate rânduri, nu numai pentru portretele lor. Trăsăturile lor pot fi recunoscute în toate personajele feminine pictate de artist. De menționat sunt Autoportretul artistului cu Isabelle Brandt (1609), Portretul Helenei Fourment în haină de blană (1636). Pictate din pură plăcere, aceste opere sunt mult mai sugestive decât portretele oficiale. Portretul Helenei Fourment acoperită în parte de o blană este, fără îndoială, cel mai mare omagiu pe care i l-a adus artistul celei de-a doua soții și frumuseții trupului ei. Pata întunecată pe care o formează haina de blană face ca dintr-o dată trupul dezgolit să strălucească de o lumină neobișnuită. Blana de mică dimensiune nu reușește să ascundă, ci să dezvăluie nuditatea tinerei femei.

## Școala lui Rubens
După întoarcerea din Italia, Rubens devenise suveranul neîntrecut al școlii din Antwerpen. Copleșit de nenumăratele solicitări, pictorul își deschide un atelier, în care execută schițele introductive, care sunt copiate fidel de ucenicii lui și mărite la scara cerută de proiect. Dintre discipolii săi, puțini au avut totuși vocația de a deveni mari pictori; aceștia au fost Anton van Dyck, Jacob Jordaens și Jan Bruegel. Printre numeroșii artiști de mai târziu, la care se recunoaște influența lui Rubens, sunt de menționat: Watteau, Fragonard, Delacroix, Renoir.

## Tablouri de Rubens în România
În România există tablouri atribuite pictorului Peter Paul Rubens (respectiv atelierului său):
- Portretul Giovannei Spinola Pavese la Muzeul Național de Artă al României din București;
- Două tablouri la Muzeul Brukenthal din Sibiu („Sf. Ignațiu de Loyola” și „Sf. Franciscus Xaverius”);
- Un tablou în Catedrala Armeano-Catolică din Gherla („Coborârea lui Isus de pe Cruce”).
- Un tablou la Muzeul de Artă din Craiova („Regina implorată”)

## Picturi
- Portret de fată (Clara Serena Rubens), 1618 Vaduz, Fürstlich Lichtensteinische Gemäldegalerie
- Sf. Dominic și Sf. Francisc conservarea lumii de mânia lui Isus Hristos, 1618–1620, Lyon, Muzeul de arte frumoase
- Adam și Eva în rai, 1599–1600  ulei pe pânză
- Bătălia amazoanelor, în jurul anului 1600, ulei pe pânză, Potsdam, Bildgalerie
- Depunerea în mormânt, 1602, ulei pe pânză, 180 x 137 cm, Galleria Borghese, Roma
- Autoportret cu prietenii din Mantua, 1602–1604, ulei pe pânză, 78 × 101 cm, Cologne, Wallraf-Richartz Museum of Fine Arts
- Democrit, 1603, ulei pe pânză, 179 x 66 cm, Madrid  Museo del Prado
- Trinitatea adorat de familia Gonzaga, 1604–1605, ulei pe pânză, 381 x 447 cm  Mantua, Palazzo Ducale
- Hero și Leander, cca 1605, ulei pe pânză, 128 x 217 cm, Dresda, Gemäldegalerie
- Hero și Leander, cca 1605, ulei pe pânză  96 x 127 cm, New Haven, Yale University Art Gallery
- Sf. Gheorghe a învins balaurul, 1606–1610, ulei pe pânză, 304 x 256 cm, Madrid, Museo del Prado
- Venus cu Cupidon la baie, cca 1608, ulei pe pânză, 137 x 111 cm, Madrid, Museo Thyssen-Bornemisza
- Ecstasy a Sf. Grigorie cel Mare cu Sfinții Domitila, Mauro, Papiano, Nereu și Ahile, 1608, ulei pe pânză  447 x 288 cm, Grenoble, Musée des Beaux-Arts
- Madonna della Vallicella, 1608, ulei pe panou, 425 x 250 cm, Roma, Biserica Santa Maria in Vallicella
- Adorația păstorilor, cca 1608, ulei pe pânză, Antwerp, St Pauluskerk
- Adorația păstorilor sau noaptea, cca 1608, ulei pe pânză, staționare, St Philip Blacks, acum în coll. Civic Fermo
- Buna Vestire, 1609–1610, ulei pe pânză, 224 x 200 cm, Viena, Muzeul Kunthistorisches
- Hristos cel răstignit, 1610–1611, ulei pe pânză, 219 x 122 cm, Antwerp, Koninklijk Muzeul voor Schone Kunsten
- Pedeapsa lui Prometeu, 1610–1611, ulei pe pânză, 243 x 210 cm, Philadelphia, Philadelphia Museum of Art
- Moartea lui Argos, cca 1611, ulei pe pânză, 249 x 296 cm, Köln, Muzeul Wallraf-Richartz
- Fiorul lui Hercules, cca 1611, ulei pe panou, 220 x 220 cm, Dresda, Gemäldegalerie
- Răpirea lui Ganymede, 1611–1612, ulei pe pânză, 203 x 203 cm  Viena, Palatul Schwarzenberg
- Depunerea în mormânt, 1611–1612, ulei pe panou de lemn de stejar, 88 x 66 cm, Ottawa, National Gallery of Canada
- Venus, Cupidon, Bacchus și Ceres, 1612–1613, ulei pe pânză, 141 x 200 cm, Kassel, Staatliche Museen
- Sf. Apostol Iacov, 1612–1613, ulei pe panou, 108 x 84 cm, Madrid, Museo del Prado
- Statuia lui Ceres, 1612–1615, ulei pe panou de lemn de stejar, 91 x 65,5 cm, Sankt-Petersburg, Hermitage
- Jupiter și Callisto, 1613, ulei pe pânză, 202 x 305 cm, Kassel, Staatliche Museen
- Cupidon pregătește arcul, 1614, ulei pe pânză, 142 x 108 cm, Monaco, Alte Pinakothek
- Venus cu Cupidon și un Satir, 1614, ulei pe panou de lemn de stejar, 142 x 184 cm, Antwerp, Koninklijk Muzeul voor Schone Kunsten
- Madonna della Cesta, 1615, ulei pe panou, 114 x 88 cm, Florența, Galleria Palatina
- Lup de vânătoare și vole, 1615–1621, New York, Metropolitan Museum of Art
- Partea din față Regina Tomyris a capului de Cir, 1622, ulei pe pânză, Boston, Museum of Fine Arts
- Hercules și Omphale (1603)
- Circumcizia (1605), ulei pe pânză, 400 x 225 cm  Genova, Biserica lui Isus și ale Sfinților Ambrogio și Andrea
- Portret de Brigida Spinola Doria (1606)
- Portretul lui Giovanni Carlo Doria călare (1606)
- Portretul unei doamne cu nano (cca 1606)
- Susanna și Bătrânii (1607)
- Adorația păstorilor (1607)
- Samson și Dalila (1609)
- Autoportret cu soția sa Isabella Brant (1609–1610)
- Creșterea Crucii (1610–1611), ulei pe pânză  462 x 341 cm, Antwerp, Catedrala Maicii Domnului
- Triptic al depunerii de pe Cruce (1611–1614), ulei pe pânză, 420 x 150 cm, Antwerp, Catedrala Maicii Domnului
- Învierea lui Hristos (1611–1612), ulei pe panou, Antwerp, Catedrala Maicii Domnului
- Cele patru filozofii (cca 1612)
- Neîncrederea Sfântului Toma (1613–1615)
- Bătălia amazoanelor (cca 1615)
- Romulus și Remus (1615–1616)
- Învierea lui Hristos (Paști Mormântul), (1616)
- Vânătoarea tigrului (1615–1616)
- Reuniunea a lui Avraam și a lui Melhisedec (1616–1617)
- Hristos cu patru penitenții mari (1617)
- Original Sin (1617)
- Împăratul Teodosie și Ambrose (1617–1618), în colaborare cu van Dyck
- Răpirea fiicelor lui Leucippus (cca 1618)
- Medusa (cca 1618)
- Două Satiri (1618–1619)
- Isus pe cruce între doi tâlhari (sulița), (1620)
- Tiger pui de asistenta medicală (1620)
- Perseus și Andromeda (1620)
- Trei Grații în monocrom (cca 1620–1623)
- Portretul lui Suzanne Fourment (1622)
- Perseus și Andromeda (1622)
- Maria de Medici în Marsilia (1622–1625)
- Conversie de Sf. Bavo, (1624), Gent, Catedrala Saint Bavo
- Portretul Infantei Isabella Clara Eugenia a Spaniei în rochie de o Poor Clare, (1625)
- Altar de Adormirea Maicii Domnului (1626), ulei pe pânză, 490 x 325 cm, Antwerp, Catedrala Maicii Domnului.
- Henric al IV-lea în bătălia de la Ivry (1627)
- Minerva protejează Pace de la Marte (Peace and War), (1629–1630)
- Triptic din St Ildefonso (1630–1631)
- Ulise în insula Phaeacians, (cca 1630–1635)
- Cina cea de Taină (cca 1632)
- Grădina de dragoste (cca 1632–1633)
- Helene Fourment cu fiul ei Frans (cca 1635)
- Vedere asupra castelului Het Steen dimineața devreme (cca 1635), 131 × 295 cm, National Gallery, Londra
- Flamand Kermesse (1635–1638)
- Peisaj cu curcubeu (1636)
- Helene Fourment cu doi dintre fiii săi (cca 1636)
- Violul lui Ganymede (1636–1638)
- Originea din Calea Lactee (1636–1638)
- Diana și Callisto (1637–1638)
- Hélène Fourment din baie (Mica blană), (cca 1638)
- Hercules în grădina Hesperidelor (cca 1638)
- Deianira ascultă Fame (cca 1638)
- Consecințele războiului (1638)
- Cele trei grații (1638)
- Șarpele de aramă (1638–1639)
- Judecata lui Paris (1638–1639)
- Autoportret (1638)
- Homo Ecce (1639)
- Returnare a țăranilor din domenii, (1640)
- Sfântul Ignațiu vindecă un posedat 1619, ulei pe pânză , 442 x 287 cm, Genova, Biserica lui Isus și ale sfinților Ambrogio și Andrea
- Portret ecvestru cu Giovanni Carlo Doria, Genova, Galeria Națională de Palazzo Spinola